# شيخ الدير
شيخ الدير أو شيح الدير (بالكردية: Şadêrê‏) سابقًا هي قرية سوريّة تتبع إداريّاً لمحافظة حلب منطقة عفرين ناحية مركز عفرين. بلغ تعداد سكانها 714 نسمة حسب التعداد السكاني لعام 2004، و1305 نسمة حسب قيود السجل المدني لنهاية عام 2005.